# گیاه‌پارچ × شریف‌هپسایی
گیاه‌پارچ × شریف‌هپسایی (نام علمی: Nepenthes × sharifah-hapsahii)، یک دورگه طبیعی بین گیاه‌پارچ قلمی و گیاه‌پارچ شگرف است. از بورنئو، شبه جزیره مالزی، سوماترا و تایلند ثبت شده است، اگرچه در ابتدا به‌عنوان گونه‌ای (گیاه‌پارچ شریف‌هپسایی) بومی شبه جزیره مالزی، جایی که گفته می‌شد در ارتفاعات زیر ۱۰۰۰ متر رشد می‌کند توصیف شده است.
نوع نماد گیاه‌پارچ × شریف‌هپسایی توسط جمات حاجی ادام (J. H. Adam) در پردیس دانشگاه ملی مالزی در ۲ اوت ۲۰۰۱ جمع‌آوری شد.
هم گونه‌نام (JHA ۸۰۰۰) و هم ایزوتایپ در هرباریوم دانشگاه سپرده موجودند.
این آرایه به نام معاون دانشگاه ملی مالزی، پروفسور داتو دکتر شریفه هاپسه سید حسن شاهابودین نامگذاری شد.
گیاه‌پارچ × غزالینا (Nepenthes × ghazallyana)، بعد از غزالی اسماعیل) مترادف گیاه‌پارچ × شریف‌هپسایی است.

## شرح
ساقه این دورگه، استوانه‌ای، بدون کرک بوده و ممکن است تا ارتفاع ۵ متر بالا برود. برگ‌ها از نظر بافت چرمی، از نظر ریخت‌شناسی نیزه‌ای یا مستطیلی و به طول ۹ تا ۲۰ سانتی‌متر هستند. پیچک‌ها ممکن است تا ۲۰ سانتی‌متر طول داشته باشند. پارچ‌ها در قسمت‌های پایینی و فوقانی بی‌پایه و در وسط لوله‌ای هستند. ارتفاع آنها به ۱۵ سانتی‌متر و عرض آن ۳٫۵ سانتی‌متر می‌رسد. کلاهک استوانه‌ای و ضخامت ۱ تا ۲ میلی‌متر است. دندان‌ها و دنده‌های داخلی مشخصی دارد. سرپوش آن دایره‌ای است و با غدد متعدد در سطح زیرین پوشیده شده است. گیاه‌پارچ × شریف‌هپسایی دارای گل‌آذین خوشه‌ای است که طول محور آن ۳۰ تا ۳۵ سانتی‌متر است. گل آذین ماده در حال حاضر ناشناخته است.

## شناسایی
گیاه‌پارچ × شریف‌هپسایی بیشتر شبیه گیاه‌پارچ قلمی است. جدول زیر ویژگی‌هایی را نشان می‌دهد که بر اساس آدام و حفیظ این دو گونه را متمایز می‌کنند.
| ویژگی‌های ریخت‌شناسی                        | گیاه‌پارچ × شریف‌هپسایی                                                                                | گیاه‌پارچ قلمی                                                                                                   |
| ----------------------------------------- | --- | --- |
| شکل ساقه بالایی                           | استوانه‌ای                                                                                            | مثلثی یا زاویه‌ای                                                                                                |
| پایه لامینا                               | در ناحیه‌ای مانند دمبرگ و قاعده ساقه بدون جریان اما در هم چسبیده به مدت تقریباً نصف محیط آن ضعیف شود.  | بالها تقریباً در یک میانگره گسترش نمی‌یابند.                                                                      |
| توزیع غدد شهد در سطح پلک تحتانی           | غدد شهد متعددی در سرتاسر سطح پلک تحتانی توزیع شده است                                                | غدد شهد به ندرت در سطح پلک پایین پخش می‌شوند                                                                     |
| نوع غدد گوارشی روی حفره دیواره داخلی پارچ | غدد روکش‌دار: به‌طور برجسته توسط سقف اپیدرمی گسترده پوشیده شده است، بیش از نیمی از غدد را پنهان می‌کند. | غدد در معرض: سقف اپیدرمی که غدد گوارشی ضعیف را پوشش می‌دهد تقریباً تمام قسمت‌های غدد را در معرض دید قرار داده است. |
| دنده‌های کلاهک                             | Distinct                                                                                             | نامحسوس |
| پدیسل‌ها                                   | ۲ گل در ۲/۳ پایین و ۱ گل در ۱/۳ قسمت بالایی نژاد نر                                                  | همه ۱ گل |

آدام و حفیظ همچنین خاطرنشان کردند که گیاه‌پارچ × شریف‌هپسایی تا حدودی شبیه گیاه‌پارچ توبا است که در چندین جنبه ریخت‌شناسی برگ و گل‌آذین با آن تفاوت دارد. بر خلاف گیاه‌پارچ توبا، گیاه‌پارچ × شریف‌هپسایی دارای غدد فراگیر در دیواره پارچ داخلی، ساقه‌های یک گل در یک سوم بالایی نژاد نر و رگه‌های طولی متعدد بر روی لایه است.